# Médias en république démocratique du Congo

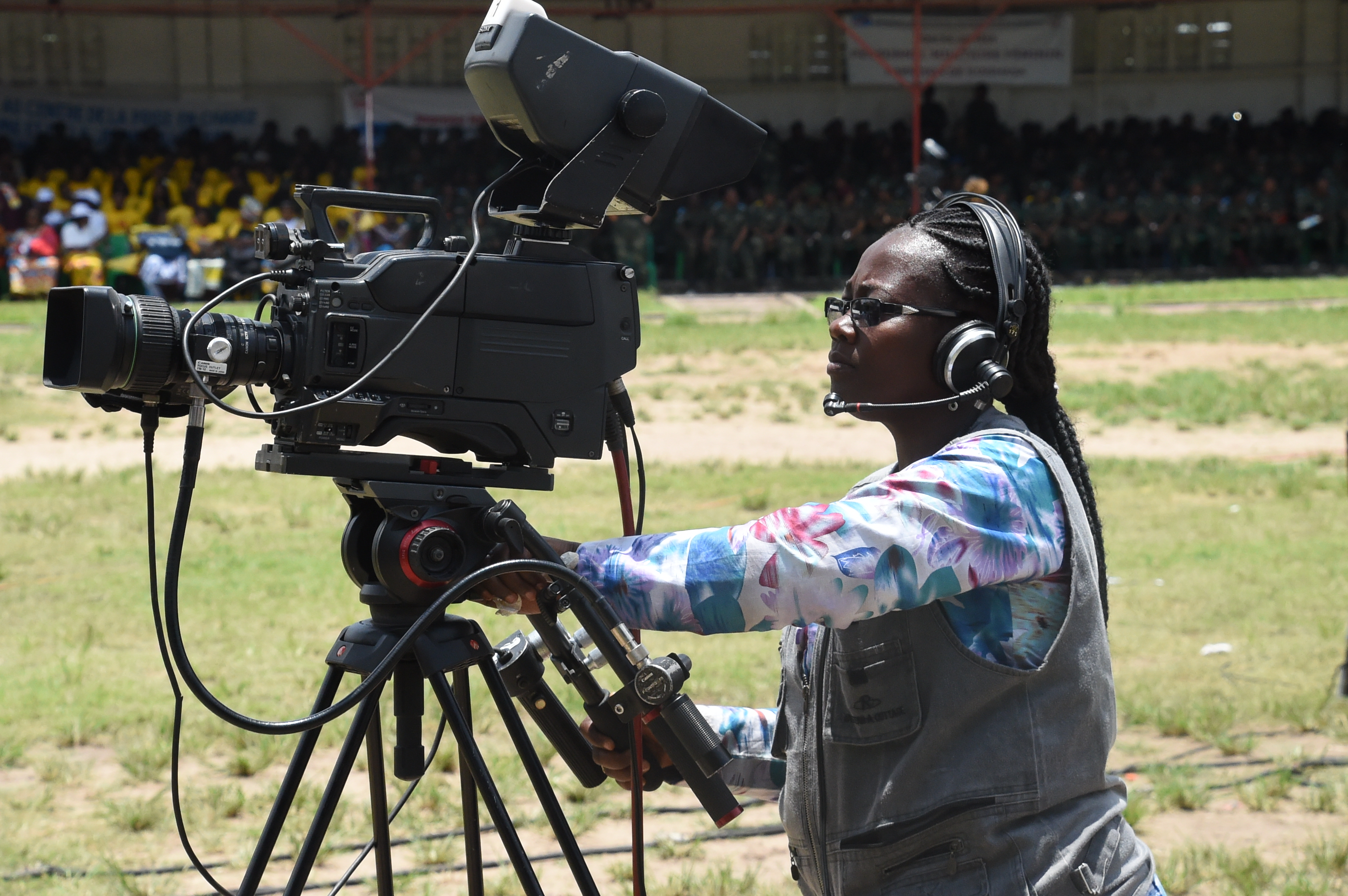
Une journaliste de télévision congolaise à Kinshasa en 2017.

Les médias en République démocratique du Congo sont représentés par la presse écrite, la radio, la télévision et les sites d'informations en ligne. En 2023, le pays comptait 500 journaux, plus de 150 chaînes de télévision, 4 000 stations de radios et 40 médias en ligne.
La plupart de ces médias n'ont cependant qu'une envergure régionale. Seule Radio Okapi, créée par les Nations-Unies en 2002, dispose d'une couverture nationale complète, faisant d'elle le média le plus écouté du pays. La Radio-Télévision nationale congolaise et Top Congo FM sont les deux autres médias à avoir une couverture nationale, bien qu'incomplète.
La capitale, Kinshasa, concentre la grande majorité de la presse écrite traditionnelle, quasi absente dans le reste du pays, et seuls une quinzaine de titres publient régulièrement. Les médias en ligne, de leur côté, connaissent un fort développement.
Alors que la République démocratique du Congo compte quelques 7 000 journalistes professionnels en 2023, ces derniers travaillent dans des conditions précaires, tant au niveau économique que sécuritaire. Les pressions, menaces et exactions contre eux, de la part du monde politique ou des groupes armées (dans l'est du pays notamment), sont nombreuses, et l'autocensure sur certains sujets sensibles est une pratique courante.
L'influence du monde politique sur les médias congolais est grande : peu de médias sont économiquement viables, et beaucoup sont soumis à l'influence d'hommes politiques ayant racheté des titres et imposés leur ligne éditoriale. Ce manque d'indépendance et la précarité générale du milieu pousse souvent les journalistes congolais à des pratiques peu déontologiques (pratique du « coupage » notamment) et à un manque global de qualité journalistique des contenus.

## Historique

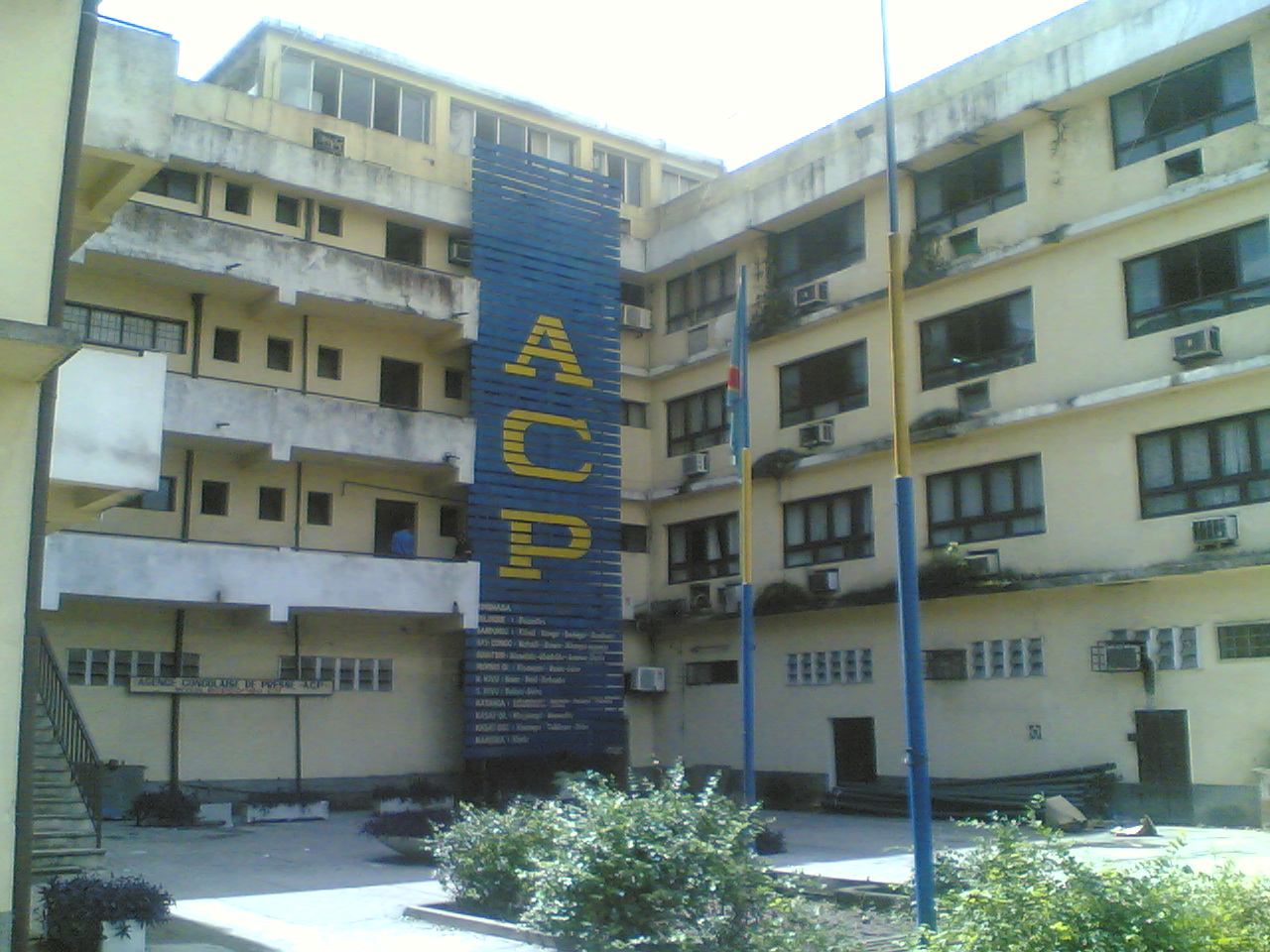
Bureaux de l'Agence congolaise de presse à Kinshasa.

Longtemps soumis à un monopole étatique, les médias congolais connaissent une libéralisation à partir de 1990. Ces mesures profitent surtout à la presse écrite, qui connait alors un fort développement : plus de 200 titres voient le jour en l'espace de quelques mois pendant la période de la Conférence nationale souveraine. C'est aussi à cette période que des hommes politiques se mettent à investir dans les médias.
Cette libéralisation prend fin avec l'arrivée de Laurent-Désiré Kabila au pouvoir en 1997. Méfiant envers les médias, ce dernier multiplie les intimidations, arrestations et emprisonnements de journalistes. En 1998, la deuxième guerre du Congo éclate et le travail des journalistes de presse se complique un peu plus. Précaires et politisés, ils se mettent à relayer la propagande du régime contre l'« ennemi rwandais » et appellent à la « chasse aux Tutsi ». L'arrivée de Joseph Kabila, qui succède à son père en 2001, ouvre une nouvelle ère de clémence pour les journalistes de presse écrite. La précarisation et l'insécurité du métier continuent cependant, et la concurrence se fait de plus en plus féroce entre les titres privés, fortement politisés.
La radio connaît un développement un peu plus tardif (mi-années 1990), qui se fait surtout dans un contexte religieux. En 2005, Kinshasa comptait à elle seule 23 stations de radio, la plupart étant des radios évangéliques ou messianiques. La presse écrite étant peu accessible en province, c'est la radio qui est surtout utilisée pour s'informer, car mieux implantée. Cependant, les travailleurs sont là aussi précaires et disposent souvent d'un faible niveau de formation. La plupart de ces radios sont en outre dépendantes d'intérêts privés (hommes d'affaires ou politiques, églises). Média populaire par excellence, elles sont souvent prises pour cible lors des périodes d'instabilités du pays pour faire passer des messages, ajoutant à l'insécurité et à la précarité des journalistes. Seule Radio Okapi, créée par les Nations-Unies en 2002 pour accompagner le processus de paix, dispose d'une couverture nationale complète, faisant d'elle le média le plus écouté du pays.
La télévision apparaît quant à elle à partir de 1991 avec la création d'Antenne A, fondée par un homme d'affaires. Souvent couplées à des stations de radio, les chaînes de télévisions connaissent un essor important à la fin des années 1990 et au début des années 2000. Sous le régime de Laurent-Désiré Kabila, les chaînes Canal Kin (propriété de l'homme politique Jean-Pierre Bemba) et Radio-Télévision Kin Malebo (propriété d'un ancien ministre de Mobutu) sont nationalisées, avant d'être privatisées de nouveau sous Joseph Kabila. Du fait de son coût élevé, la télévision au Congo reste un phénomène surtout urbain, se développant peu en province. En 2005, la ville de Kinshasa comptait à elle seule 20 chaînes, contre 5 à Lubumbashi. La plupart sont des télévisions commerciales ou confessionnelles à diffusion locale, seule la Radio-Télévision nationale congolaise (RTNC) est un média public avec une diffusion nationale. Les télévisions congolaises manquent souvent de ressources pour créer leurs propres programmes, qui sont de faible qualité, et elles sont dépendantes de contenus gratuits produits à l'extérieur ou de contenus piratés.

## Problèmes et critiques

### Manque d'indépendance politique
L'influence du monde politique est importante sur le paysage médiatique de la République démocratique du Congo. Le fait que l'un des seuls médias à diffusion nationale, la Radio-Télévision nationale congolaise, soit « encore un média d’État qui manque d’indépendance » est notamment dénoncé par Reporters sans frontières.
En outre, de nombreux hommes politiques lancent ou rachètent des médias pour s'en servir dans leur communication politique. Peu de médias congolais étant économiquement viables, ils sont ainsi soumis à l'influence de leurs propriétaires, qui en dictent la ligne éditoriale. Les journalistes et médias régionaux sont de plus l'objet de pressions régulières de la part des autorités locales, notamment en période d’élections.
Le cas de Radio Okapi, l'un des seuls médias à diffusion nationale et le plus écouté du pays, fait également débat. Considérée comme globalement indépendante du régime congolais, elle est cependant parfois accusée d'être un outil de communication au service de la Monusco, masquant les éventuels manquements de la mission.

### Précarité économique et sécurité des journalistes

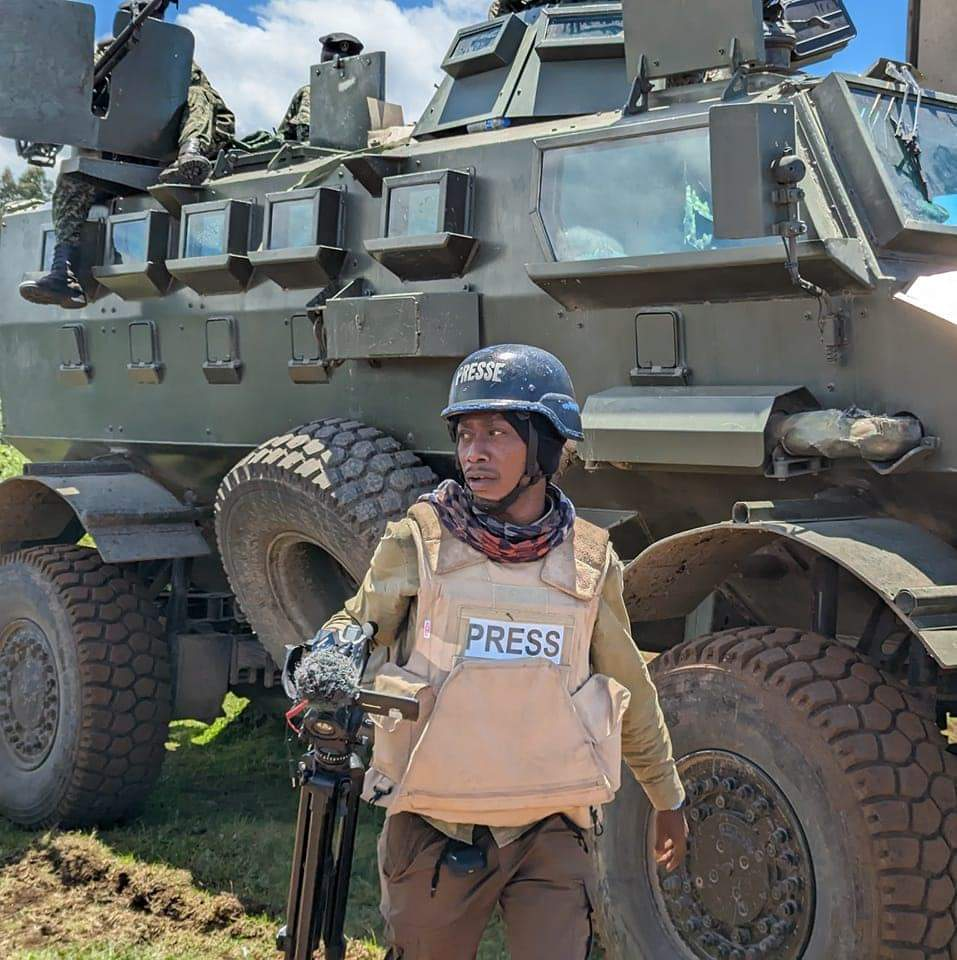
Le reporter congolais Justin Kabumba Katumwa en 2024 sur le terrain.

Alors que la République démocratique du Congo compte quelques 7 000 journalistes professionnels en 2023, ces derniers travaillent souvent dans des conditions très précaires. Les titres de presse sont en effet peu viables, les contrats de travail sont rares et les aides à la presse, bien que prévues par la loi, sont peu distribuées.
Les journalistes congolais doivent en outre faire face à de nombreuses menaces et pressions de la part du monde politique et des groupes armées (notamment le M23 dans l'est du pays). Les exactions et représailles envers les journalistes (arrestations, disparitions forcées, pillages, exécutions, etc.), à cause de leur couverture d'un sujet ou de leurs origines ethniques, sont monnaie courante. L'autocensure devient donc la règle sur certains sujets, comme la corruption, les contrats miniers ou encore le conflit au Nord-Kivu.

### Liberté de la presse
Du fait de l'influence politique sur les médias et du risque sécuritaire pour les journalistes, la République démocratique du Congo était classée 123e sur 180 pays en 2024 dans le classement mondial de la liberté de la presse de Reporters sans frontières.

## Presse écrite

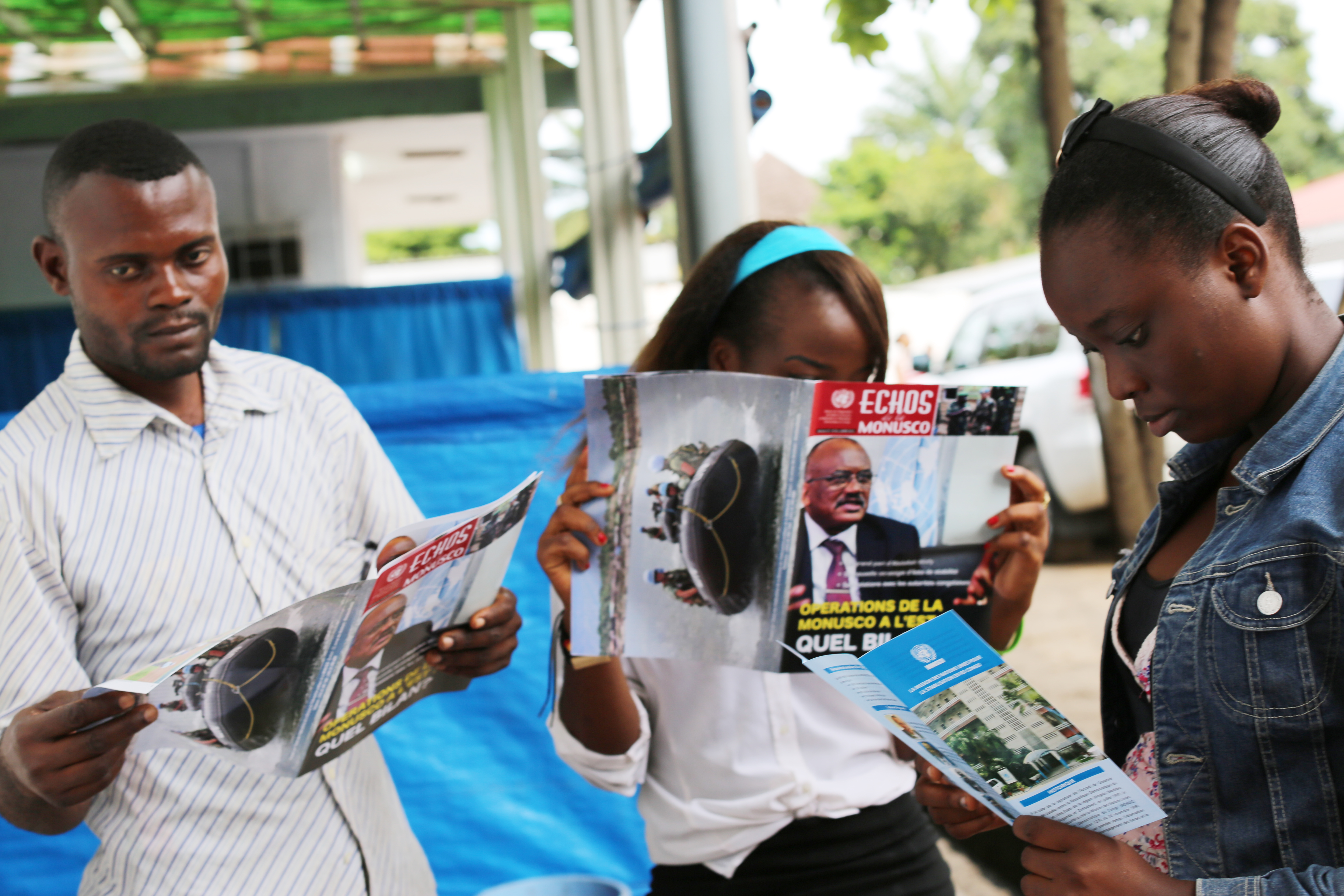
Des Congolais lisant le magazine Échos de la Monusco en 2014

C'est lors de la libéralisation des médias en 1990 que le nombre de titres de presse explose (plus de 200 nouveaux titres en quelques mois). Ils se divisent alors en deux camps, les pro-Mobutu, dits « de la mouvance » (Elima, Le Soft) et la presse d'opposition (Le Potentiel, La Tempête des tropiques, Le Palmarès ou encore Le Phare). C'est aussi à cette période que des hommes politiques investissent dans les médias et créent leurs propres médias privés. Du fait d'un réseau de transports déficient, d'une faible alphabétisation de la population et d'un niveau de vie moyen faible, ces titres restent cependant cantonnés à la capitale, Kinshasa, et peu arrivent à respecter une certaine périodicité.
Cette libéralisation prend fin avec l'arrivée de Laurent-Désiré Kabila au pouvoir en 1997. Alors que les activités des partis politiques sont suspendues, le régime devient méfiant envers les médias. Les intimidations, arrestations et emprisonnements de journalistes se multiplient. En 1998, la deuxième guerre du Congo éclate et le travail des journalistes de presse se complique un peu plus : il devient impossible de diffuser dans les zones de conflits, le prix des matières premières augmente, et le régime fait de la rétention d'information. Précaires et politisés, les journalistes congolais se mettent à relayer la propagande du pouvoir contre l'« ennemi rwandais » et appellent à la « chasse aux Tutsi ».
L'arrivée au pouvoir de Joseph Kabila, qui succède à son père en 2001, ouvre une nouvelle ère de clémence pour les journalistes de presse écrite. La précarisation et l'insécurité du métier continuent cependant : la plupart des titres survivent difficilement et peu arrivent à suivre une certaine périodicité. Les tirages sont faibles et se vendent mal. Très politisés, les titres privés se livrent à une concurrence féroce, « entièrement soumis à un directeur fondateur qui chapeaute à la fois les contenus et les finances ». Les contenus manquent de qualité journalistique, la corruption est fréquente, la pratique du « coupage » reste répandue. Manquant de matières premières, de matériels et de personnel qualifié, la presse de province est irrégulière et hebdomadaire, et le gros de la production continue de se faire à Kinshasa. Certains nouveaux titres émergent cependant et se distinguent par une certaine originalité : Le Révélateur (démarche journalistique), Le Manager grognon (caricatures), The Post (mise en page)...
En 2023, la République démocratique du Congo comptait plus de 500 titres de journaux, mais seuls une quinzaine d'entre eux paraissent régulièrement. La plupart de ces titres se concentrent à Kinshasa, et sont quasi inexistants en-dehors de la capitale.
Du fait de la grande précarité du milieu de la presse écrite, de nombreux journalistes congolais ont des pratiques contraires à la déontologie journalistique. Le « coupage », qui consiste pour un journaliste à accepter un financement de la part d'une source en échange d'une couverture médiatique en lien avec cette source (évènements, etc.), est ainsi monnaie courante depuis les années 1960,. Cette pratique est cependant contraire au Code de déontologie et d'éthique du journaliste congolais (2004) interdisant aux journalistes de recevoir « un quelconque présent de la part des sources d'information ».

## Radios

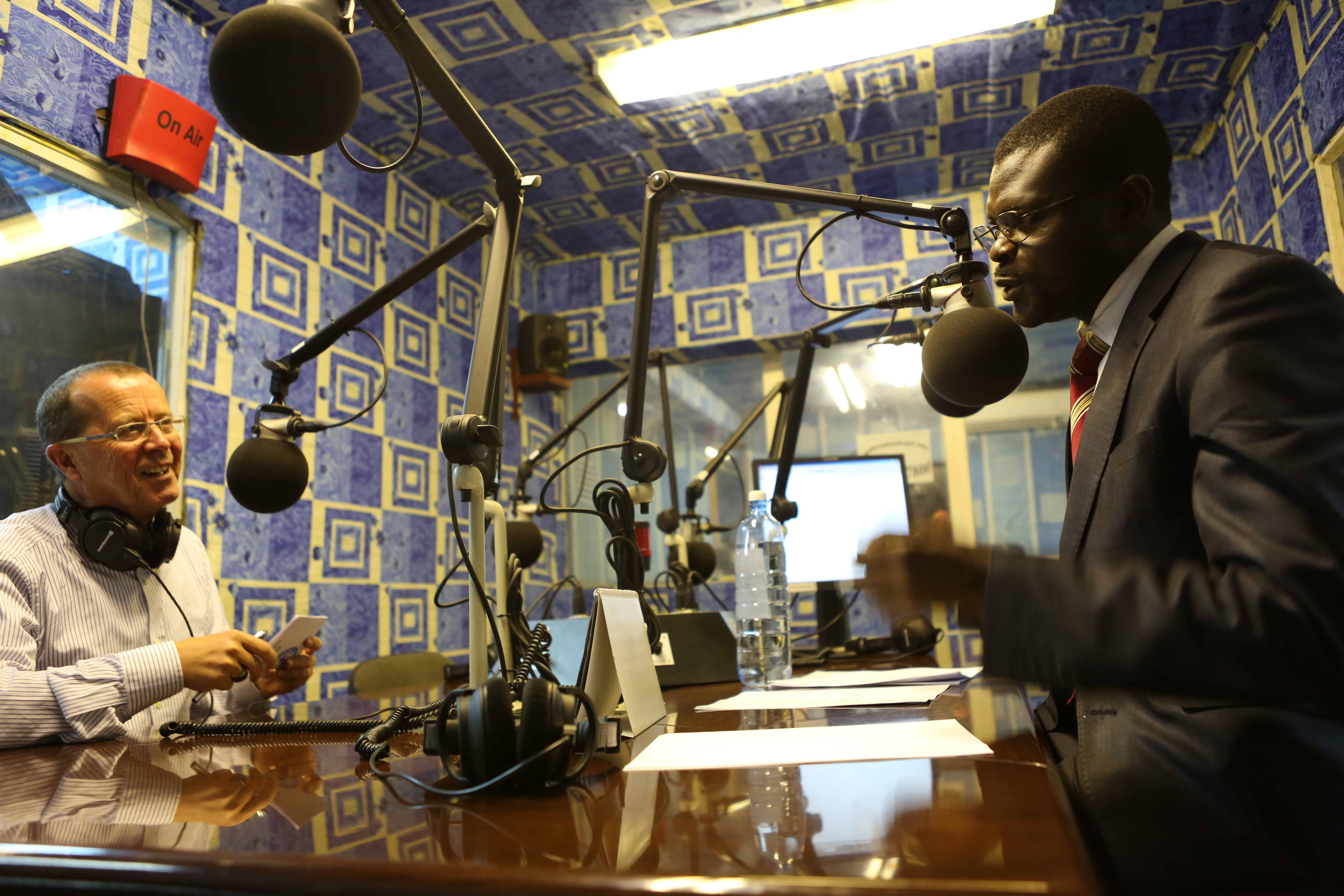
Une émission de Radio Okapi en 2014.

La radio connaît un développement un peu plus tardif (mi-années 1990), qui se fait surtout dans un contexte religieux. En 2005, Kinshasa comptait à elle seule 23 stations de radio, la plupart étant des radios évangéliques ou messianiques, telles que Radio-Télévision Armée de l’éternel, Radio-Télévision Puissance ou encore Radio de l’Église du Christ au Congo. Fondée par l'Église catholique en 1995, Radio Elikya est la plus ancienne radio congolaise encore en activité.
Quelques radios commerciales (Raga FM, RTKM, MBC) et communautaires (Réveil FM) se développent également. La presse écrite étant peu accessible en province, c'est la radio qui est surtout utilisée pour s'informer par les populations, car mieux implantée. Média populaire par excellence, elles sont souvent prises pour cible lors des périodes d'instabilité du pays pour faire passer des messages, ajoutant à l'insécurité des journalistes. À cause des nombreux conflits armés secouant le pays, la Radio-Télévision nationale du Congo créée en 1997, une des seules radios ayant une audience nationale (mais avec une couverture et une diffusion inégale), est complètement soumise à la volonté des différents régimes en place, relayant systématiquement la position, voire la propagande, du gouvernement, ce qui a poussé de nombreux Congolais à s'en détourner.
Les travailleurs de radio sont eux aussi précaires, travaillant souvent sans contrat et disposant globalement d'un faible niveau de formation. La plupart de ces radios sont en outre fortement dépendantes d'intérêts privés (hommes d'affaires, hommes politiques, églises), empêchant le développement d'initiative d'autofinancement. Par manque de moyens, ces stations produisent peu de programmes et comblent leurs heures d'antenne avec de la musique ou des émissions externes gratuites.
Créée en février 2002 par la mission onusienne Monusco et la Fondation Hirondelle pour accompagner le processus de pacification après la guerre, Radio Okapi est, avec 59 émetteurs, le seul média ayant une couverture totale du pays. Avec un potentiel de vingt millions d'auditeurs, diffusant en français et dans les langues nationales, c'est le média le plus écouté du Congo. Disposant d'un budget annuel de 10 millions de dollars (en 2011) et d'une équipe de 250 personnes payées 12 à 15 fois plus que leurs collègues locaux, c'est également le seul média vraiment indépendant du pouvoir congolais, pouvant se permettre de dénoncer les exactions des forces armées ou la corruption des élites.
En 2023, le pays compte plus de 4 000 stations de radios, mais la plupart d'entre elles ont une diffusion régionale. Seules la Radio-Télévision nationale congolaise, Radio Okapi (la radio des Nations-Unies) et la radio Top Congo, ont une couverture nationale.

## Télévision

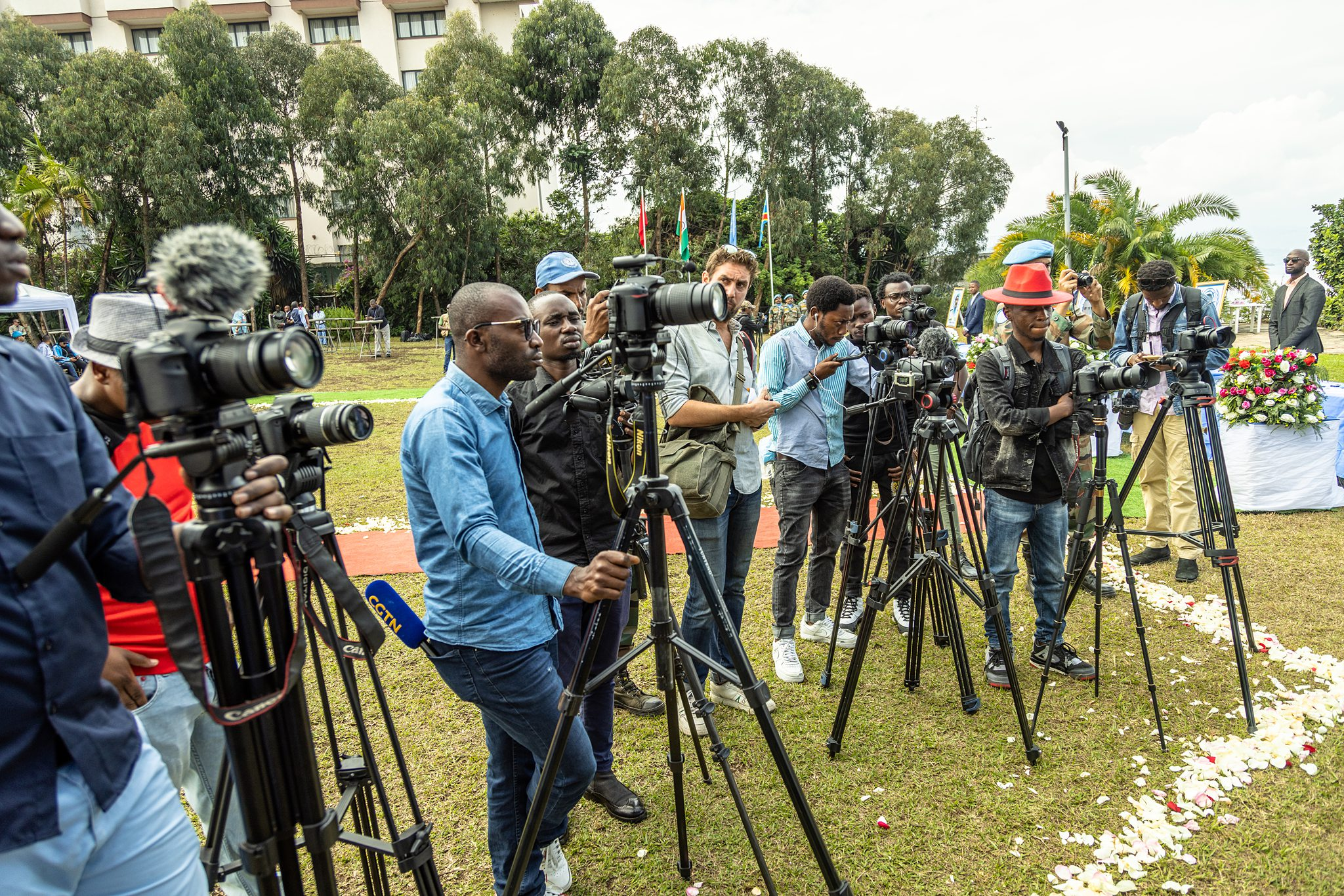
Journalistes de télévision à Kinshasa en 2022.

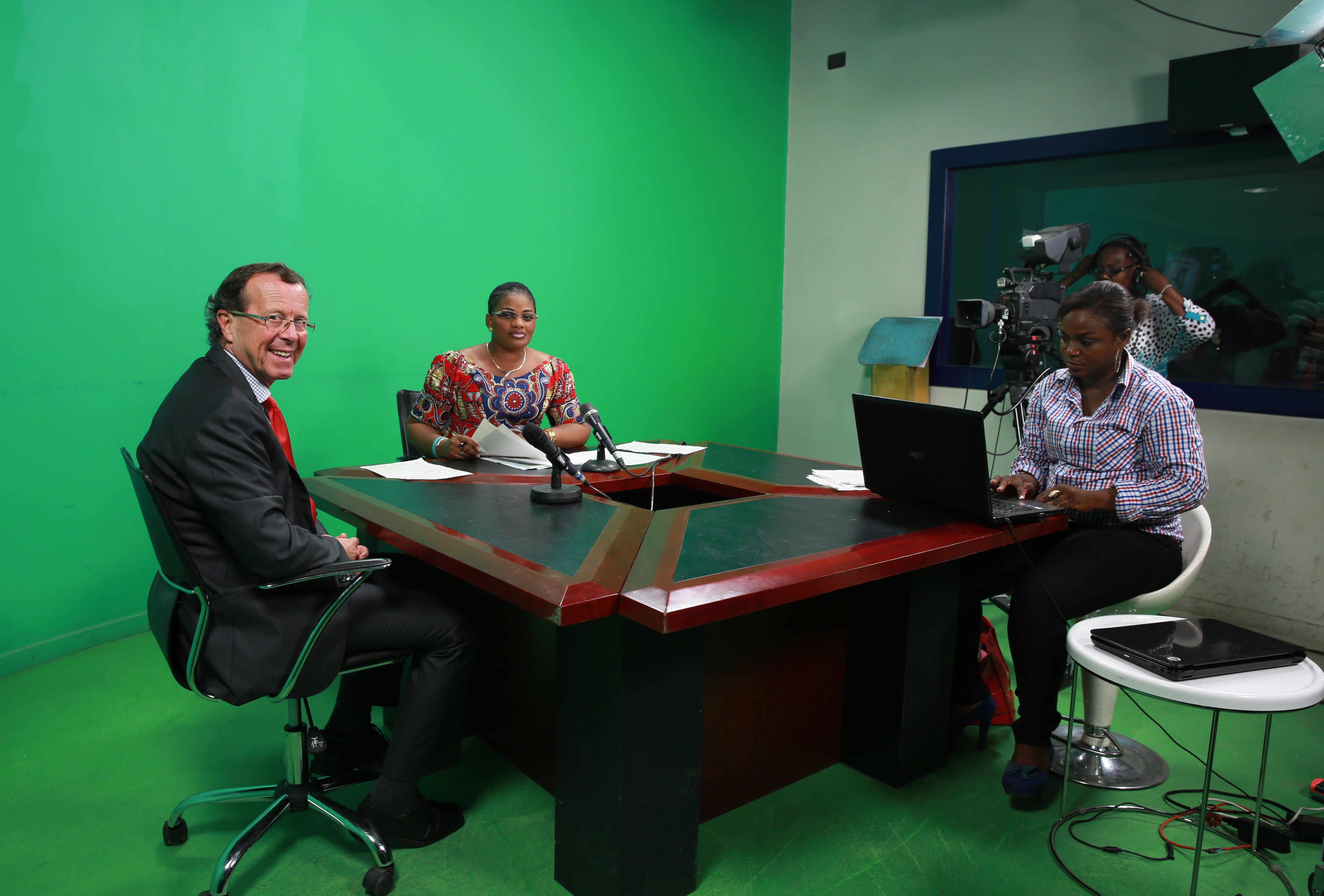
Studio de la Radio-Télévision nationale congolaise (RTNC) en 2014.

La télévision apparaît au Congo à partir de 1991 avec la création d'Antenne A, fondée par un homme d'affaires. Souvent couplées à des stations de radio dont elles empruntent les animateurs, les chaînes de télévisions connaissent un essor important à la fin des années 1990 et au début des années 2000. Sous le régime de Laurent-Désiré Kabila, les chaînes Canal Kin (propriété de l'homme politique Jean-Pierre Bemba) et Radio-Télévision Kin Malebo (propriété d'un ancien ministre de Mobutu) sont nationalisées, avant d'être privatisées de nouveau sous Joseph Kabila.
Du fait de son coût élevé et du manque d'accès à l'électricité, la télévision au Congo reste un phénomène surtout urbain, se développant peu en province. En 2005, la ville de Kinshasa comptait à elle seule 20 chaînes, contre 5 à Lubumbashi. La plupart sont des télévisions commerciales (telles que Raga TV, Télé Kin Malebo ou Tropicana TV) ou confessionnelles (Amen Télévision, Radio-Télévision Sentinelle) à diffusion locale, seule la Radio-Télévision nationale congolaise (RTNC) est un média public avec une diffusion nationale.
Les télévisions congolaises manquent souvent de ressources financières et matérielles, avec peu d'annonceurs sur le marché publicitaire, au-delà des opérateurs de téléphonie mobile et des brasseries. Elles ont donc peu de moyens pour créer leurs propres programmes, qui sont souvent de faible qualité, et elles sont dépendantes de contenus gratuits produits à l'extérieur ou de contenus piratés.
Plus de 150 chaînes de télévision sont dénombrées dans le pays en 2023, mais seule la Radio-Télévision nationale congolaise bénéficie d'une couverture nationale, bien qu'inégale.

## Médias en ligne
Les médias en ligne connaissent un fort développement, avec notamment l'apparition des sites d'information actualite.cd et 7sur7.cd.